# Za Cukrownią
Za Cukrownią – mieszkaniowo-przemysłowa dzielnica Lublina.

## Urbanistyka
Dzielnica ta ma charakter mieszkaniowo-przemysłowy, mieszkania to przeważnie domy jednorodzinne i kamienice. Znajdowała się tam Cukrownia „Lublin”. Na jej terenie w 2014 powstał stadion miejski, który stał się elementem szerszej sportowej infrastruktury wzdłuż śródmiejskiego odcinka Bystrzycy. Na terenach zajmowanych przez Lubelski Klub Jeździecki planowano budowę toru wyścigów konnych.

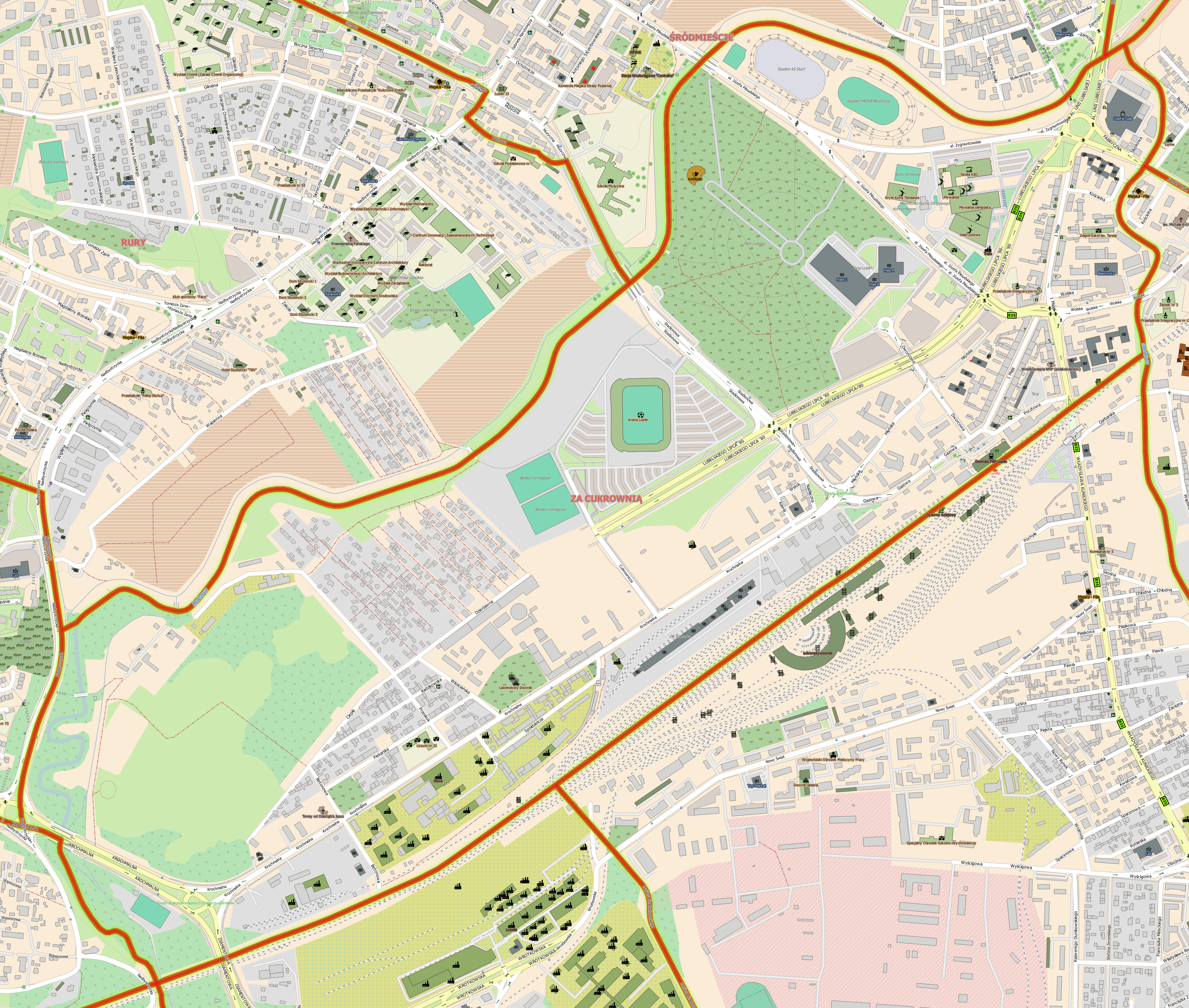
Plan dzielnicy

## Administracja
Granice administracyjne określa statut dzielnicy uchwalony 19 lutego 2009. Granice Za Cukrownią tworzą: od północy Bystrzyca, od wschodu Czerniejówka, od południa tory PKP, a od zachodu ul. Nadbystrzycka – Bystrzyca. Takie granice dzielnicy sprawiają, że w skład dzielnicy wchodzą również Piaski.
Powierzchnia dzielnicy wynosi 2,43 km². Według stanu na 30 czerwca 2018 na pobyt stały na Za Cukrownią były zarejestrowane 3443 osoby.

## Ważne obiekty
- Stacja kolejowa Lublin Główny
- Dworzec metropolitalny
- Park Ludowy
- Targi Lublin
- Arena Lublin, Aqua Lublin i inne obiekty sportowe MOSiR
- Centrum handlowe Gala
- Secesyjna fabryka maszyn i narzędzi rolniczych Mieczysława Wolskiego
- Zabytkowy zespół budynków Cukrowni „Lublin”

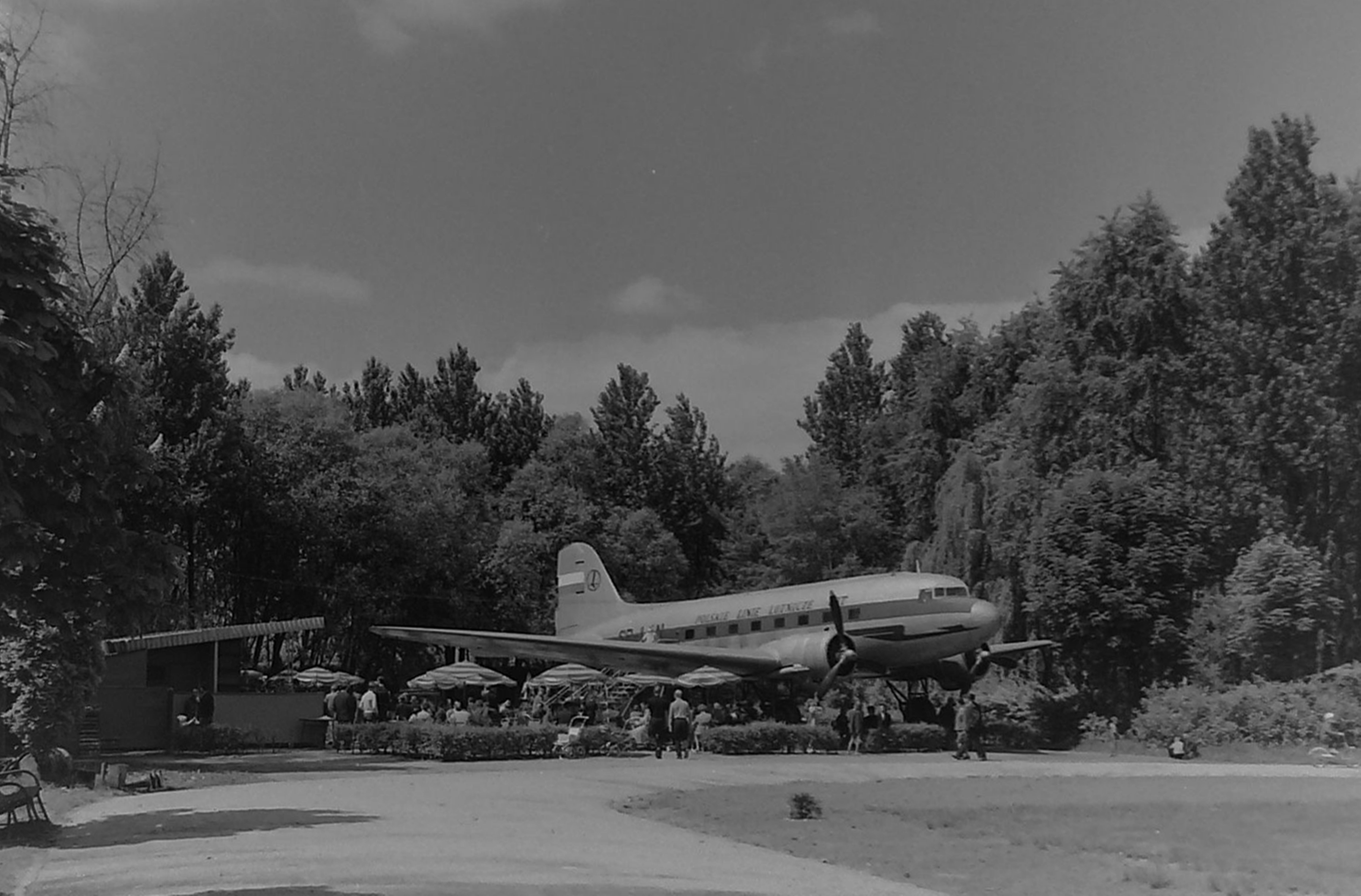
Samolot w Parku Ludowym, lata 60. XX w.
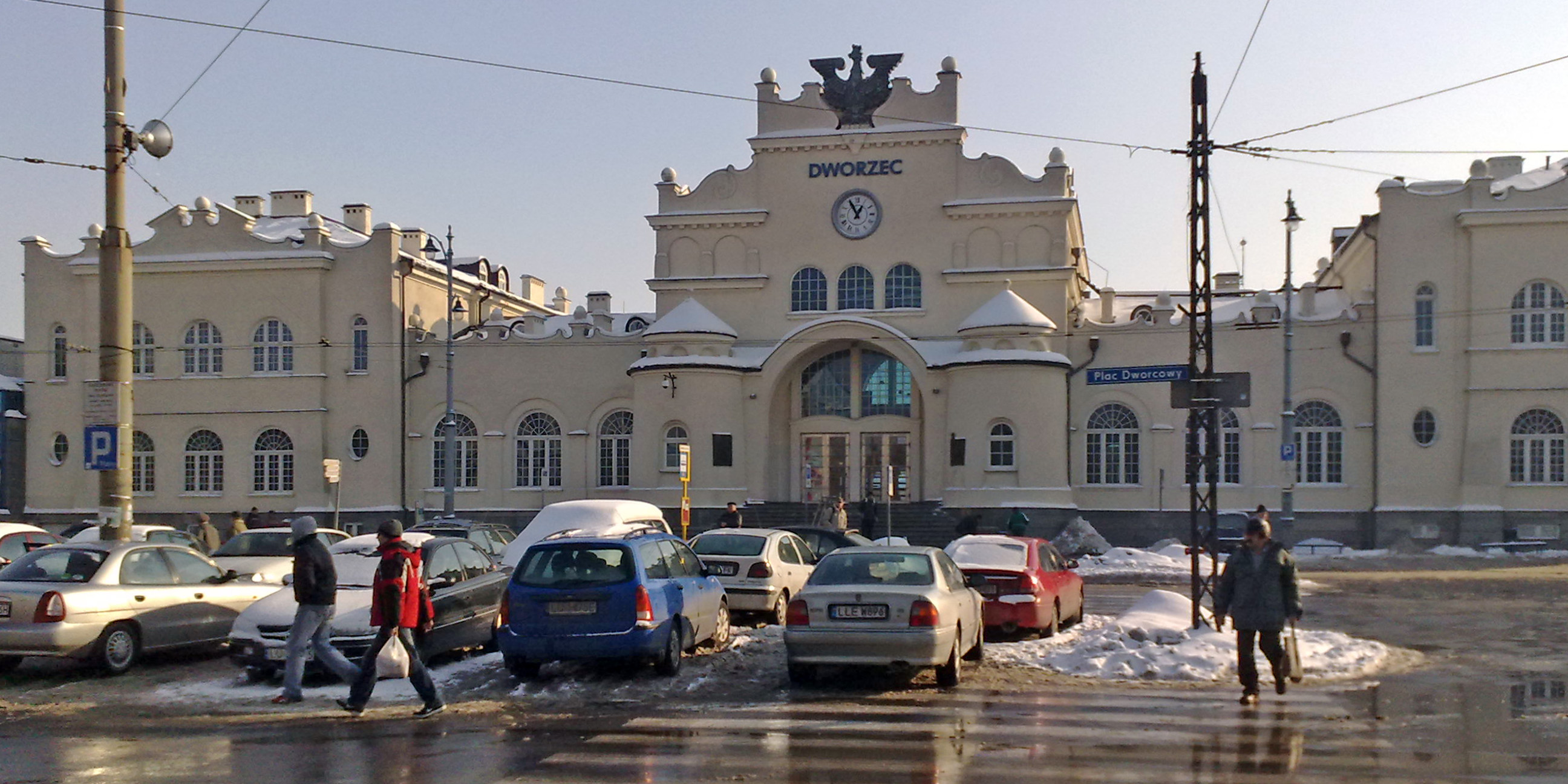
Dworzec Lublin Główny
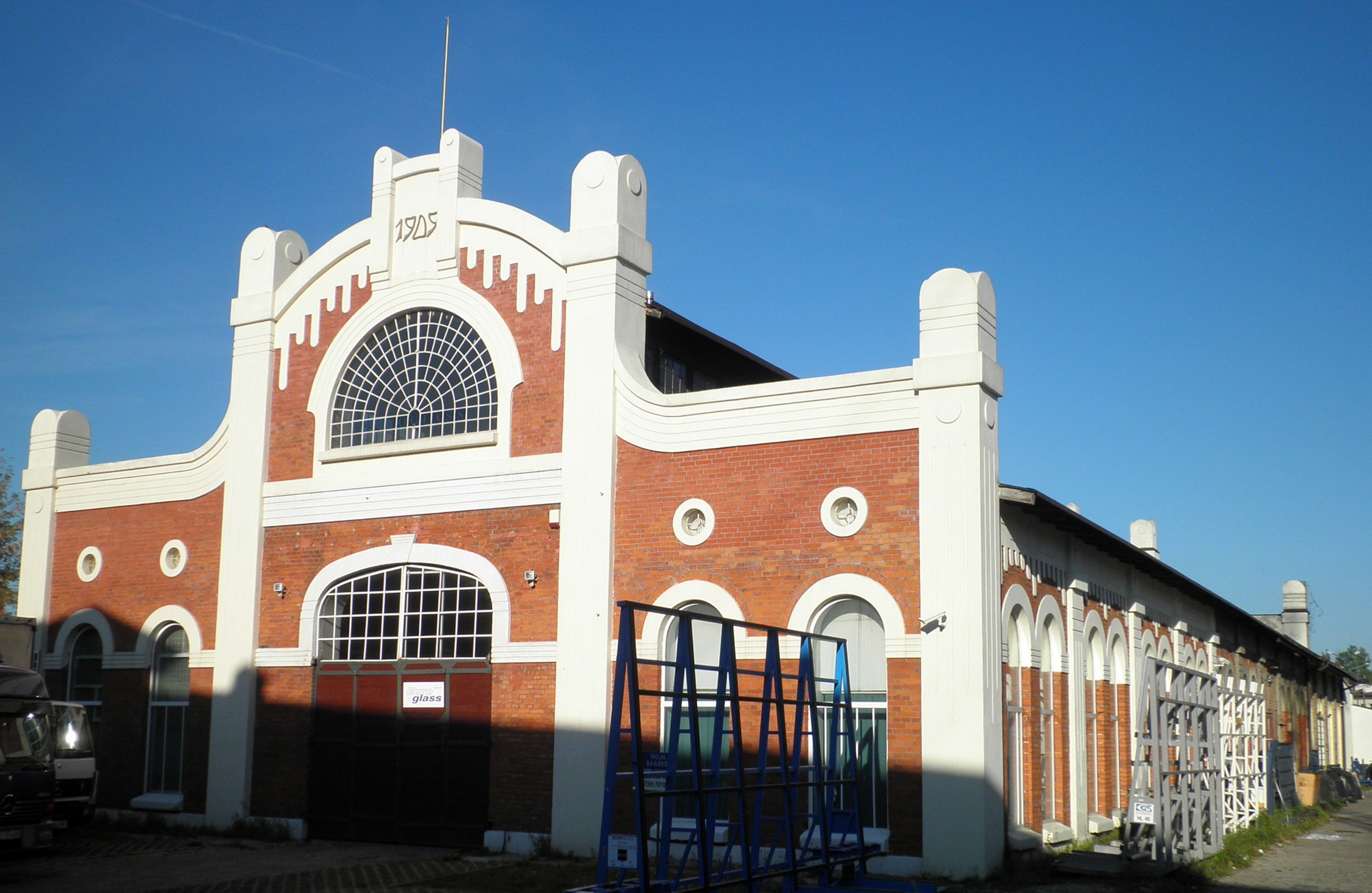
Secesyjna fabryka maszyn i narzędzi rolniczych
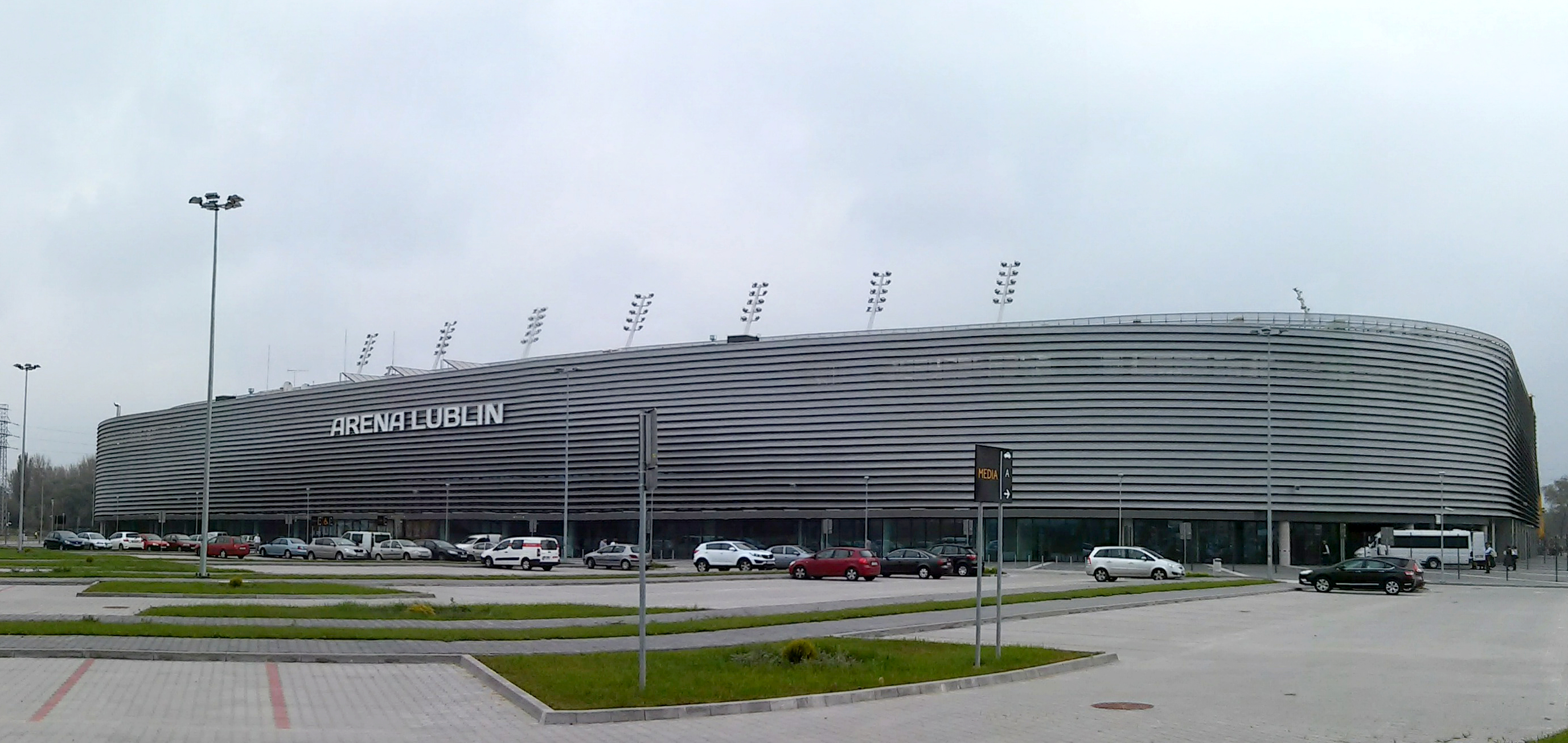
Arena Lublin
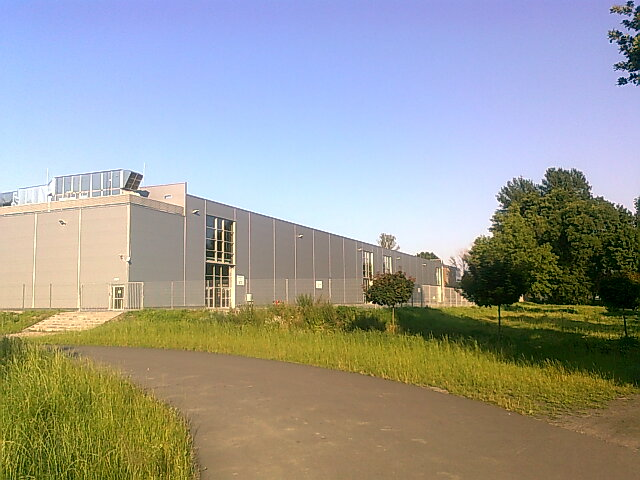
Hala Targów Lublin
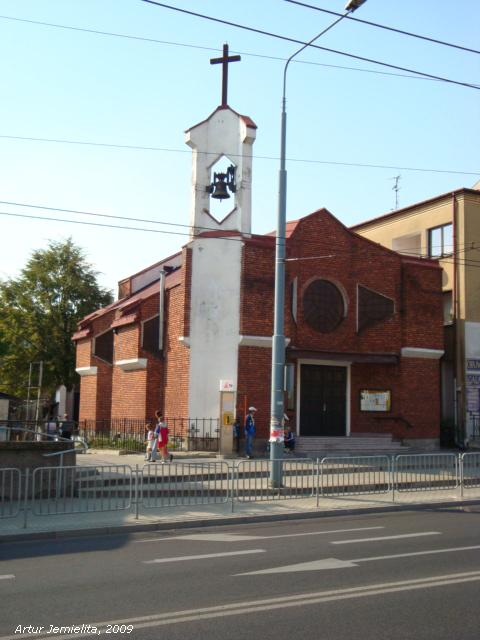
Kościół Wniebowzięcia Najświętszej Maryi Panny
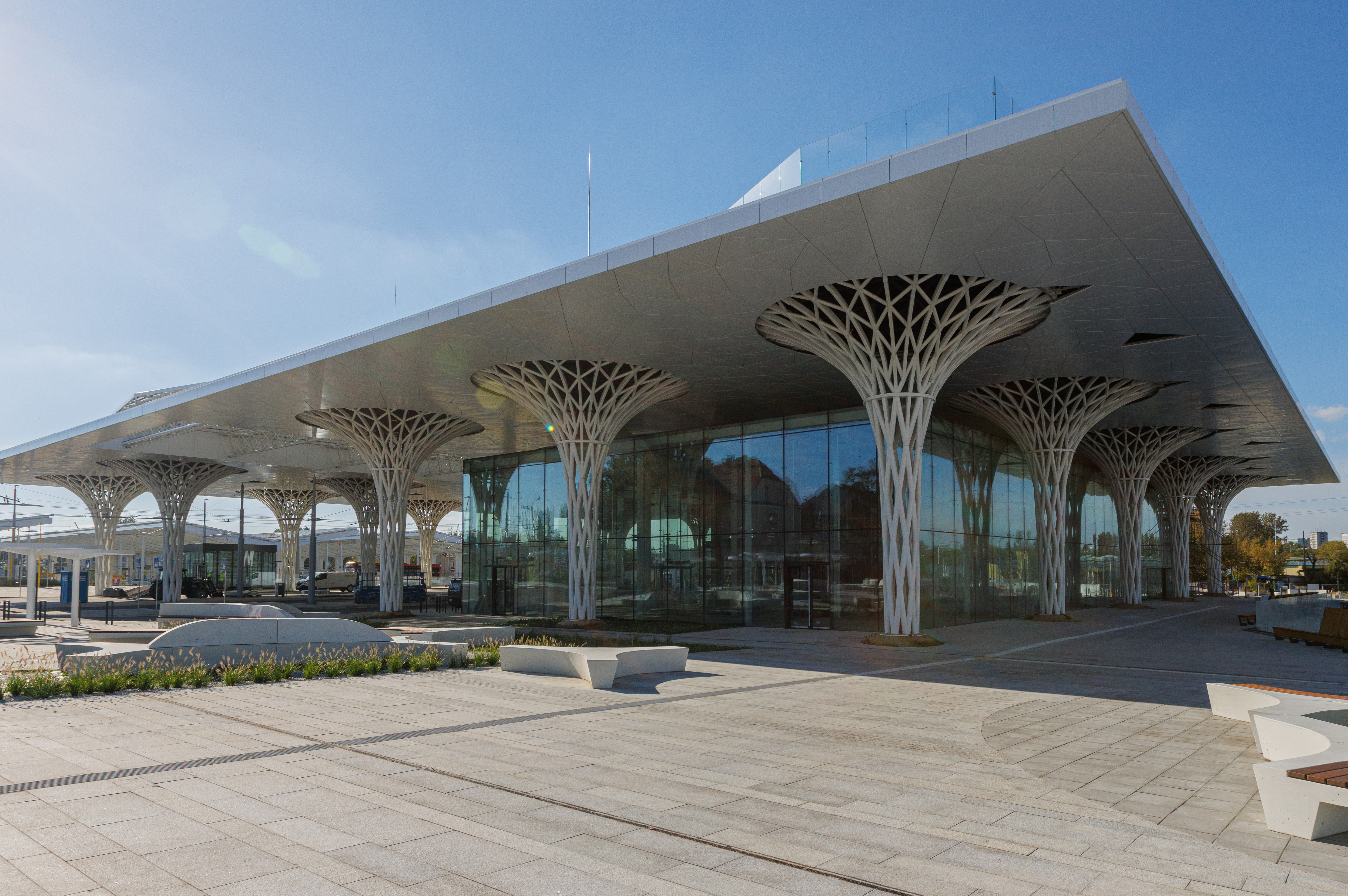
Dworzec metropolitarny
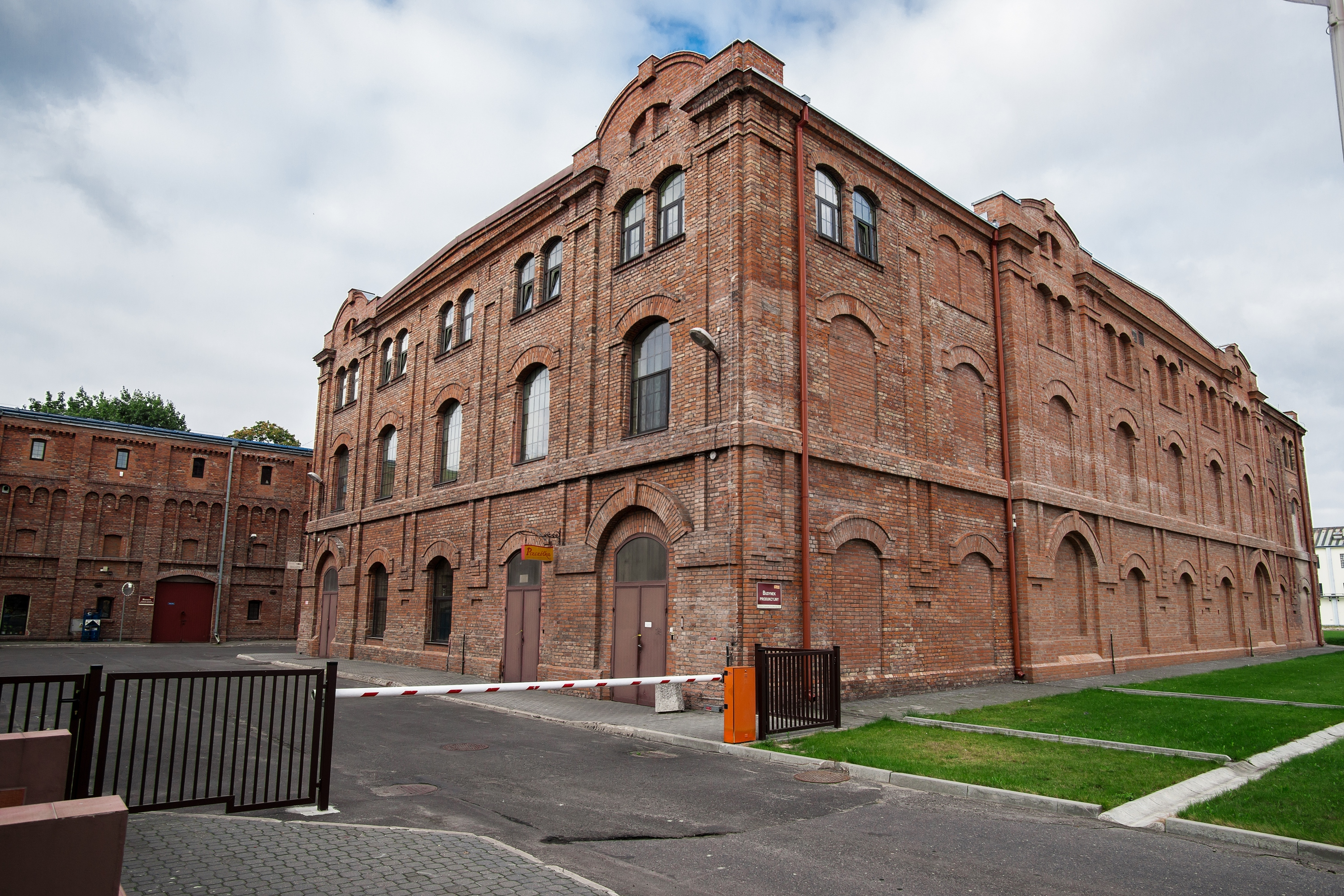
Zespół budynków Cukrowni „Lublin”